# Таддеи, Роза
Роза Таддеи (в замужестве — Моззидольфи) (итал. Rosa Taddei; 30 августа 1799 — 3 марта 1869) — итальянская актриса

 и поэтесса.

## Биография
Её родиной был Неаполь, Тренто или Корато (Апулия), но она считала себя неаполитанкой. Родилась в актёрской семье, отец, мать и брат были актёрами. Отец Франческо («Ciccio») Таддеи (1770—1830), владелец комической труппы в течение тридцати лет. Его жена Маддалена (умерла в 1830 году) — актриса, как и их дети, Роза и Луиджи. Луиджи (1802—1866) был одним из самых известных актёров своего времени, а также художником и поэтом.
Дебютировала, как актриса в возрасте 17 лет. Вскоре стала одной из самых красивых и талантливых трагических актрис в Италии. Известна как импровизатор на сцене и в жанре поэзии, особенно популярном в Италии в течение XVIII и первой половины XIX веков. Поэты-импровизаторы, в том числе и Роза Таддеи, прославившиеся в Европе, часто приглашались в театры, академии, ко дворам вельмож и в салоны. Роза Таддеи была видным членом Аркадской академии под именем Licori Partenopea.
В 1832 году вышла замуж за Винченцо Моззидольфи.
Роза Таддеи умерла в Риме в 1869 году. Похоронена на кладбище Кампо Верано.